# Zuzana Žirková
Zuzana Žirková (Bojnice, 6 giugno 1980) è un'ex cestista e allenatrice di pallacanestro slovacca, professionista nella WNBA.

## Carriera
È stata selezionata dalle Washington Mystics al secondo giro del Draft WNBA 2003 (21ª scelta assoluta).
Con la Slovacchia ha disputato i Giochi olimpici di Sydney 2000 e sei edizioni dei Campionati europei (1999, 2001, 2003, 2009, 2015, 2017).